# Зелена сосиска
Зелена сосиска (також відомий як Green Sausage) — дієтичний середньоранній сорт помідорів.
«Зелена сосиска» є детермінантним сортом томатів відкритого запилення. Був селекціонований у США наприкінці 1990-х років Томасом Вагнером з початковою назвою «Greensleeves» та вперше з'явився у продажу в 1998 році у Нідерландах.
Рослини невисокі, компактні, з обмеженим зростанням, заввишки близько 30-40 см. При цьому довжина стебел складає близько метра. Маса плодів сягає до 100 г, форма — довга (до 10 см) сливка з носиком, непоганий варіант для соління (завдяки формі їх можна укласти досить компактно).
М'якоть щільна, смак пряний, хоча в Сибіру вважається кисло-солодким (має значення склад ґрунту і сума активних температур).
Дієтичний, не викликає алергії.
Плоди зелені, при повному достиганні з'являється жовтий рум'янець, існує варіація даного сорту, коли плоди виходять зелені в жовту смужку. Розрізаний навпіл плід зовні нагадує невеликий огірок, який щойно почав жовкнути.
Вирізняється врожайністю, тому рослини можуть лягати на землю. Отже, необхідно або закривати землю плівкою, або підв'язувати.